# Эляшберг, Михаил Евхононович
Михаил Евхононович Эляшберг — российский учёный в области экспертных систем для распознавания структур сложных химических соединений, доктор химических наук, профессор, лауреат Государственной премии РФ в области науки и техники (1999).

## Биография
Родился 07.05.1936 в Минске.
Окончил физический факультет Томского государственного университета по специальности «физическая оптика и спектроскопия» (1959). По распределению направлен в НИИ-4 МО СССР (г. Болшево Московской области).
С 1963 г. работал во ВНИИ органического синтеза, где в 1980 г. создал Лабораторию молекулярной спектроскопии и заведовал ею до 2001 г. Затем там же — ведущий научный сотрудник (совместитель).
С 2001 г. — эксперт по молекулярной спектроскопии Московского отделения научной фирмы Advanced Chemistry Development (ACD) (штаб-квартира в Торонто, Канада).
С 1965 г. входил в научную школу Л. А. Грибова. В 1970 г. защитил под его руководством кандидатскую диссертацию на тему «О возможности применения математической логики в молекулярной спектроскопии».
Доктор химических наук с 1984 года. Диссертация:
- Методология машинной идентификации органических соединений по их спектрам : диссертация ... доктора химических наук : 02.00.02. - Москва, 1983. - 409 с. : ил.

Научные интересы:
- экспертные системы для распознавания структур сложных химических соединений.
- математическая химия.
- создание компьютерных методов установления структуры молекул по их спектрам.

Основные результаты:
В 1996 г. совместно с учёными Германии создал первую коммерческую экспертную систему X-PERT (фирма Брукер). Является одним из главных авторов экспертной системы ACD\Structure Elucidator, которая не имеет аналогов и позволяет устанавливать структуру и относительную стереохимию органических молекул, содержащих более 100 скелетных атомов.
Автор (соавтор) более 100 печатных статей, четырёх монографий и трех монографических обзоров.
Под его руководством защищено 5 кандидатских диссертаций.

## Сочинения
- Молекулярный спектральный анализ и ЭВМ / М. Е. Эляшберг, Л. А. Грибов, В. В. Серов; отв. ред. М. А. Ельяшевич ; АН СССР, Ин-т геохимии и аналит. химии им. В. И. Вернадского. — Москва : Наука, 1980. — 307 с. : ил.
- Безэталонный молекулярный спектральный анализ : Теорет. основы / Л. А. Грибов, В. И. Баранов, М. Е. Эляшберг ; Рос. акад. наук. Ин-т геохимии и аналит. химии им. В.И. Вернадского. - М. : УРСС, 2002 (Калуга : ГУП Облиздат). - 317, [1] с. : ил., табл.; 22 см.; ISBN 5-354-00153-6
- Интерпретированные колебательные спектры углеводородов - производных циклогексана и циклопентана / М. Е. Эляшберг, Ю. З. Карасев, В. А. Дементьев, Л. А. Грибов; Отв. ред. М. А. Ельяшевич; АН СССР, Ин-т геохимии и аналит. химии им. В. И. Вернадского. - М. : Наука, 1988. - 375,[1] с. : ил.; 22 см.; ISBN 5-02-001375-7
- 2015 Computer-based Structure Elucidation from Spectral Data. The Art of Solving Problems. Elyashberg M.E., Williams A.J. Springer Heidelberg, 454 с.

## Награды и премии
- Государственная премия РФ в области науки и техники (1999) — за цикл работ по созданию теории и методов расчета оптических молекулярных спектров и разработку экспертной системы для идентификации и анализа сложных соединений